# Straße (Marienheide)
Straße ist ein Ortsteil der Gemeinde Marienheide im Oberbergischen Kreis in Nordrhein-Westfalen.

## Lage und Beschreibung
Der auf zwei Siedlungsbereiche aufgeteilte Ort liegt im Nordosten von Marienheide an der  Kreisstraße 45. Nachbarorte sind Lienkamp, Wilbringhausen Zimmerberg und Holzwipper.

## Geschichte
Seit der Preußischen Uraufnahme im Jahr 1840 ist der Ort unter der Bezeichnung „Strasse“ auf topografischen Karten verzeichnet.

## Busverbindungen
Über die im Ort gelegene Haltestelle der Linien 320 und 399 (VRS/OVAG) ist Straße an den öffentlichen Personennahverkehr angebunden.